# Попов, Николай Иванович (генерал)
Никола́й Ива́нович Попо́в (2 декабря 1930, село Беловка, ныне Богатовский район, Самарская область — 16 июля 2008, Москва) — советский военачальник, генерал армии (1988). Член ЦРК КПСС (1986—1990).

## Биография

### Начало военной службы
В 1948 году поступил в Саратовское танковое училище, которое закончил в 1951 году.

С 1951 года командовал танковым взводом.

С 1955 по 1959 годы командовал учебной ротой в отдельном танковом батальоне.
В 1961 году окончил Военную академию бронетанковых войск. Затем командовал танковым батальоном, с 1963 года был заместителем командира танкового полка.

С 1965 по 1968 год командовал учебным танковым полком в Уральском военном округе.

### На старших должностях
В 1970 году окончил Военную академию Генерального штаба. С июля 1970 года — командир 45-й гвардейской мотострелковой Красносельской ордена Ленина, Краснознамённой дивизии.
С августа 1973 года — первый заместитель командующего 3-й общевойсковой армией в Группе советских войск в Германии, а с июля 1975 года — командующий 1-й гвардейской танковой Краснознамённой армией в ГСВГ.

В 1978 году окончил Высшие академические курсы при Военной академии Генерального штаба.

### На высших командных должностях
С апреля 1979 года — начальник штаба — первый заместитель командующего войсками Дальневосточного военного округа.

С октября 1981 года — командующий войсками Сибирского военного округа.

С сентября 1984 года — командующий войсками Краснознамённого Туркестанского военного округа. В должности командующего войсками этого округа он принимал участие в руководстве боевыми действиями Ограниченного контингента советских войск в Афганистане.
Воинское звание генерал армии присвоено указом Президиума Верховного Совета СССР от 16 февраля 1988 года.
С января 1989 года — Главнокомандующий войсками Южного направления, в марте 1992 года должность стала именоваться «командующий войсками Южного направления».
Член КПСС в 1957-1991 годах. Член Центральной ревизионной комиссии КПСС в 1986—1990 годах.

### В отставке
В июне 1992 года уволен в отставку. Жил в Москве. Супруга – Попова Нина Ивановна.
Похоронен на Троекуровском кладбище.

## Награды
- Орден Ленина
- два ордена Красной Звезды
- Орден «За службу Родине в Вооружённых Силах СССР» II и III степеней
- медали

## Воинские звания
- генерал-майор (15.12.1971)
- генерал-лейтенант танковых войск (13.02.1976)
- генерал-полковник (10.02.1981)
- генерал армии (16.02.1988)